# Antoine Dard
Pour les articles homonymes, voir Dard.
Antoine Dard (né le 2 novembre 1715 à Chapaize dans le diocèse de Mâcon - décédé le 13 août 1784 à Paris), est un bassoniste et compositeur français. Il était fils d'Antoine Dard dit Le Roy, officier du roi, et de Marguerite D’Huvernay .

## Historique
Il se marie à Dijon en février 1734, avec signature d’un contrat devant notaire en date du 20 février 1734 instituant la communauté de biens entre les deux époux, selon la coutume de Bourgogne.
Son épouse est Claudine Garnier, née à Dijon le 29 août 1713, baptisée le lendemain, fille d’Étienne Garnier, arquebusier, et de Jeanne Girault, issue d’un milieu de marchand.
En 1754, les époux habitent sans doute Grenoble, puisqu’ils signent, le 23 mai 1754, un contrat de vente d’une terre située à Chapaize devant un notaire de cette ville. Le 25 octobre 1759, ils souscrivent à une rente viagère de 800 livres sur la ville de Paris, devant un notaire parisien. Le couple s’installe donc à Paris entre 1754 et 1759.
Le 11 janvier 1759, l'annonce suivante, parue dans la publication parisienne "Annonces, Affiches et Avis Divers" (AA), signale la parution de la première œuvre éditée de Dard: "6. SONATES pour le basson, composées par le Sr. Dard & très utiles à ceux qui désirent bien jouer de cet instrument. Chez l’auteur, rue des 2. Écus, à la ville de Rennes ; & aux adresses ordinaires. Ces sonates sont, dit-on, uniques en leur genre, & peuvent aussi s’exécuter au violoncelle".
En 1760, Dard entre à l’Académie royale de Musique où il reste jusqu’en 1778. Il touche 600 livres les trois premières années, alors qu’il est le 5e basson, puis il est le mieux payé pour les années suivantes, donc sans doute 1er basson. Il touche 900 livres entre 1774-76 et 1000 livres entre 1776-1778.
Le 16 juillet 1763, Dard obtient la retenue d’un office de « grand hautbois de la Chambre et Écuries du roi », vacant par le décès d'Esprit-Philippe Chédeville, le 9 mars 1762, et conserve cet office jusqu’à sa mort. Il prête serment pour cette charge le 25 juillet 1763 et conserve cet office jusqu’à sa mort quand il est remplacé par Jean Elie Schreiber, musicien au régiment de Dillon.
Le prix de la charge (“ la finance de l’office ”) n’est pas connu et par ailleurs, il faut aussi verser aux collègues en place une somme pour réception. Le montant des gages est de 180 livres par an et Dard bénéficie avec ses collègues du privilège de “ bouche à cour ” qui lui permet de partager, lors des grandes fêtes, du veau, de la dinde, un lapin, un chapon, du lard, du vin et 24 pains d’une livre.
Obs. : Il faut préciser que l’appellation « Grand hautbois » est une survivance du temps de Louis XIII. Ce poste concerne un basson et rien ne laisse supposer que Dard aurait également joué du hautbois.
La même année une note concernant la représentation de l’opéra « Ismène et Isménias » de Laborde nous apprend que « Dard le basson indique qu’il touchait 24 livres par séance, chiffre fort supérieur à celui de ses camarades clarinettistes ».
À partir de 1764, il apparaît sur les listes de la « Musique du roi de Paris », c’est-à-dire parmi les membres de l’Opéra qui se produisent lors des spectacles de la cour : ils constituent alors les chefs de pupitres de la Musique du roi, dont la spécialité est plutôt la musique religieuse. Il y reste jusqu’à sa retraite en 1782 et touche une pension de 1000 livres par décision du 12 mai 1782, avec jouissance à partir du 1er janvier.
Le 5 février 1773, le Privilège Général pour imprimer est accordé « pour 6 ans, [à partir] du 27 janvier » au « Sr. Dard, musicien du Roy » pour des « Airs, Ariettes, Menuets et Contredanses recueillis par lui ».
Jusques vers 1769, les œuvres de Dard ont été imprimées par Mme Bérault et à partir de cette époque par Mlle Girard, qui obtient elle aussi, le 30 avril 1773, un Privilège Général pour imprimer de la musique. Il figure sur le plan de la fosse d’orchestre de l’opéra royal de Versailles dressé par Métoyen en 1773 (lui aussi bassoniste, mais à la Musique du roi, il siège à côté de Dard). Cette même année, il joue à Versailles au festin royal à l’occasion du mariage du comte d’Artois.
Dard figure dans L’almanach musical, en 1775, comme bassoniste et puis de 1776 jusqu’en 1783 comme maître de composition vocale et 1er basson de l’Opéra. Il est intéressant de remarquer qu’il est le seul bassoniste à avoir sa fonction spécifiée, les autres, plus connus de nous aujourd’hui pour certains, ont seulement la mention de leur adresse.
En 1780-1781, il est porté sur la liste des pensionnaires de l’Opéra pour 450 livres.
Dard meurt le 13 août 1784 à Paris, de maladie. Ses funérailles ont lieu à Saint-Eustache le samedi 14 août 1784. Il habitait alors un appartement comportant quatre pièces, un corridor et une cave, rue du Four Saint-Honoré, au 3e étage d’une maison appartenant à un dénommé Aviet ou Avié, maître d’hôtel du premier président du parlement de Paris, de 340 livres pour le loyer. Il y vivait avec son épouse et une domestique, nommée Marie Jeanne Alain, fille majeure. Les deux époux n’ont pas d’enfants vivants au moment du décès.
Il lègue ses instruments de musique, parmi lesquels on compte deux clarinettes, une flûte à bec, mais pas de basson, ses livres de musique, les meubles de sa chambre et sa garde-robe à son élève Martin Perrault, âgé de 15 ans, jeune provincial qui loge à Paris chez mademoiselle Girard, marchande de musique et éditeur de ses œuvres depuis 1769, légataire universelle de Dard, qui de ce fait prendra à sa charge les frais de la succession. Il possède également dix petits tableaux qu’il range dans son secrétaire sur lequel il y a un buste de Voltaire.
La période de son apprentissage musical, vraisemblablement à Dijon ou Grenoble, où existait déjà une vie musicale développée, reste pour le moment mystérieuse.

## Œuvres
Les œuvres dont la partition n’a pas été retrouvée sont signalées en italique.
- 1759 : «Six Sonates pour basson ou violoncelle avec la basse continue  œuvre 2, gravée par Berault.
- 1761 : Les charmes de l’amour  cantatille, gravée par Berault.
- 1761 : L’espoir flatteur, cantatille avec accomp. 2 violons et basse, gravée par Berault. Seulement partie de voix et basse, les parties de violon sont introuvables.
- 1763 : « Fières trompettes », exécutée à la Publication de la Paix, Partie mélodique dans le Mercure de France (MF), août 1763, p. 71/72.
- 1764 : « Barcarolles » chanson, dans MF, Février 1764, p. 75, reprise dans « Nouveaux principes » avec accompagnement pour flûte
- 1765 : « La Coquette », chanson (avec accompagnement pour flûte), dans MF, mai 1765, p. 90, reprise dans « Nouveaux principes » avec le même accompagnement.
- 1766 : « Parodie des deux gavottes de la 4ème sonate de M. Dard » (Rends-moi ton cœur). Partie mélodique dans M F, Février 1766, p. 52/53.
- 1766 : « L’Hymen couronné par l’Amour » cantatille.
- 1767 : « Sonates pour la Flûte ou violon» (œuvre 1), gravé par Berault.
- 1767 : « La Coquette », ariette avec accompagnement de flûte ou violon et basse, chez Bérault, reprise dans « Nouveaux principes » avec accompagnement pour flûte sans basse.
- 1767 : « Cher Tircis », musette en rondeau, dans MF, juin 1767, pg.79, reprise dans « Nouveaux principes » avec accompagnement pour flûte.
- 1769 : « Nouveaux principes de musique suffisant pour l’apprendre, avec Histoire, suivi du parallèle de Lully et Rameau et du catalogue des Opéras représentés depuis 1671 », chez Mlle Girard.
- « Nouveaux principes de musique» auxquels l’auteur a joint l’histoire de la musique et de ses progrès depuis son origine jusqu’à présent » chez Mlle Girard.

NB : On y trouve dans au moins un des 4 exemplaires reliés de la BN une partie pour « apprendre à mettre les paroles en musique » avec 13 chansons/exemples pour voix avec accompagnement de flûte et une avec des « exercices en duo dans tous les tons » pour deux flûtes.
- 1771 : « Cantemus Domino » motet à voix seule avec accompagnement de 2 violons et basse et la traduction en françois par M. DARD, chez Mlle Girard.
- 1771 : « 2d Livre de sonates pour le basson ou le violoncelle avec la basse continue », chez Mlle Girard.
- 1776 : « Invocation à l'amour » ariette avec symphonie, à Mlle de Montmorency, chez Mlle Girard.
- 1776 : « Ah, que je me sent l'Hymen », « Le goût à la mode », « Le Triomphe de l'amour » ariettes et Motets, chez Mlle Girard.
- 1777 : « Six duos pour deux flûtes ou deux violons » (œuvre 5), chez Mlle Girard. Peut être s’agit-il de ceux inclus dans « nouveaux principes »
- 1777 : « Les amusements de chanteloup » recueil d’ariettes et de chansons nouvelles, avec accompagnement de clavecin ou harpe, chez Mlle Girard.
- 1779 : Études dans tous les tons pour la flûte et six airs variés avec la basse, chez Mlle Girard. Peut être une reprise des études du « Nouveaux principes »

## Pour écouter
Deux versions des sonates pour basson sont disponibles.
- Six Sonates pour le Basson avec la basse continüe, Cd Ramée, RAM 0702 site de l'éditeur. Cet enregistrement comporte également quelques chansons.

Basson: Ricardo Rapoport, Clavecin: Pascal Dubreuil, Voix: Karine Sérafin, Traverso: François Nicolet
- 6 Sonates pour le violoncelle avec la basse continue, Cd Raumklang, RK 2701 site de l'éditeur

Violoncelle: Kristin von der Goltz, Gamba: Hille Perl, Clavecin: Christine Schornsheim